# Nolima praeliator
Nolima praeliator is een insect uit de familie van de Mantispidae, die tot de orde netvleugeligen (Neuroptera) behoort. 
Nolima praeliator is voor het eerst wetenschappelijk beschreven door Navás in 1914.